# Xã Baden, Quận Ward, Bắc Dakota
Xã Baden (tiếng Anh: Baden Township) là một xã thuộc quận Ward, tiểu bang Bắc Dakota, Hoa Kỳ. Năm 2010, dân số của xã này là 35 người.